# عزیز دل یک سرباز
عزیز دل یک سرباز (به انگلیسی: A Soldier's Sweetheart) فیلمی محصول سال ۱۹۹۸ و به کارگردانی توماس مایکل دانلی است. در این فیلم بازیگرانی همچون کیفر ساترلند، اسکیت اولریش، جورجینا کاتس، دانیل لندن و لارنس گیلیارد جونیور ایفای نقش کرده‌اند.